# Faculdade Estadual de Direito do Norte Pioneiro

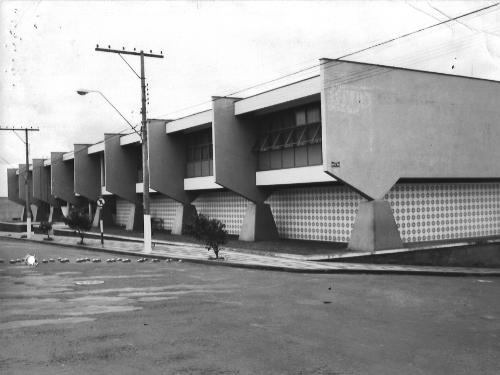
Fachada da Faculdade Estadual de Direito do Norte do Paraná, em Jacarezinho-PR, na década de 70.

A Faculdade Estadual de Direito do Norte Pioneiro (FUNDINOPI), atualmente denominada Centro de Ciências Sociais Aplicadas (CCSA) da UENP, é uma Faculdade de Ensino Superior em Direito, na cidade de Jacarezinho, no Estado do Paraná. Fundada em 1967, oferece um renomado curso de Direito no Brasil, tendo recebido o selo OAB Recomenda por seguidas vezes. O curso ainda obteve conceitos favoráveis no ENADE.
O CCSA é parte integrante da UENP, Universidade Estadual do Norte do Paraná, juntamente com a Faculdade de Ciências e Letras de Jacarezinho (FAFIJA), Faculdade de Educação Física de Jacarezinho (FAEFIJA), Faculdade Estadual de Filosofia, Ciências e Letras de Cornélio Procópio (FACICOP) e as Faculdades Luís Meneghel de Bandeirantes (FALM).

## Histórico
A Faculdade Estadual de Direito do Norte Pioneiro foi instituída pelo governo estadual, através da Lei estadual nº 5.593, de 18 de julho de 1967, tendo sido declarada de utilidade pública municipal pela Lei nº 486, de 7 de maio de 1968, e de utilidade pública estadual pela Lei nº 6.097, de 18 de maio de 1970.
Por meio do Decreto estadual nº 21.972, de 21 de dezembro de 1970 foi transformada em fundação de direito público.
A Faculdade Estadual de Direito do Norte Pioneiro foi reconhecida pelo Decreto federal nº 74.030, de 9 de maio de 1974, e em 16 de julho de 1991, foi transformada em autarquia pela Lei estadual nº 9.663.
Pela Lei estadual nº 13.283, de 25 de outubro de 2001, passou a integrar a UNESPAR - Universidade Estadual do Paraná. Porém, com a aprovação da Lei estadual n° 15.300, de 28 de setembro de 2006, o disposto anteriormente foi revogado e a FUNDINOPI passou a fazer parte da UENP - Universidade Estadual do Norte do Paraná.
Atualmente, tem-se denominado Centro de Ciências Sociais Aplicadas da UENP, o local onde se instalou a Faculdade de Direito do Norte Pioneiro.

## O curso de graduação em Direito
O curso de Direito da UENP está entre os melhores do país,  com seguidos conceitos máximos no Exame Nacional de Cursos, promovido pelo Inep/MEC. Além dessa avaliação positiva, que já distingue a instituição na região norte do Paraná, a Comissão de Ensino Jurídico do Conselho Federal da OAB, através do seu projeto OAB Recomenda, incluiu a UENP entre as melhores instituições de cursos jurídicos do país.  O processo de avaliação levou em conta instrumentos já consolidados para esta prática: o Exame Nacional de Cursos, a Avaliação das Condições de Oferta de Cursos de Graduação e o Exame da Ordem.

### Mestrado em Ciências Jurídicas
No ano 2000, ainda como Faculdade de Direito do Norte Pioneiro, foi lançado o Mestrado em Ciências Jurídicas, que até o momento formou mais de 120 mestres. Em avaliações ao longo desse período o curso alcançou recentemente o conceito 4 na pela CAPES, consolidando-se assim, como referência na área.

### Doutorado em Ciências Jurídicas
A partir do ano de 2016 no CCSA, a UENP ofertará vagas em programa de Doutorado em Ciências Jurídicas, aprovado junto à CAPES.

## Professores fundadores
- Prof. Alcides Pedro de Souza
- Prof. Augusto Lima Corrêa
- Prof. Ayrton Furiatti
- Prof. Celso Antonio Rossi
- Prof. Clodoaldo Moreira Dias
- Prof. Dagoberto Dall'Stella
- Prof. Diaoli Lopes Busse
- Prof. Eduardo Lisboa
- Prof. Eduardo Miranda Cunha
- Prof. Elpídio Araújo Neris
- Prof. Eros de Oliveira Benedetti
- Prof. Hamil José Antonio Adum
- Prof. Haroldo Bernardo da Silva Wolff
- Prof. Haroldo Bianchi
- Prof. Heitor Pereira Filho
- Prof. Israel Pereira de Castro
- Prof. João da Rocha Chueiri
- Prof. José Fernandes Heim
- Prof. Nivaldo Gomes de Oliveira
- Prof. Niwaldo Nicolau Conter
- Prof. Osmar Godinho
- Prof. Pedro Barry
- Prof. Rodrigo Octávio Torres Pereira